# Цейц, Николай Валентинович
Николай Валентинович Цейц (1884—1942) — советский конструктор бронетанковой техники, профессор Московского энергетического института, ведущий конструктор Ленинградского завода опытного машиностроения № 185 им. С.М.Кирова. Создатель танков Т-28, Т-29, КВ-13 и КВ-5, разработчик танков Т-35, КВ-3, КВ-4.

## Биография
Родился в 1884 году родился в Москве.
В 1922 году окончил МВТУ имени Н.Э. Баумана. В 1925 году начал работать в КБ Орудийно-арсенального треста (ОАТ). С конца 1920-х годов работал в Казани над проектами среднего и тяжелого танков совместно с немецкими специалистами.
2 октября 1930 года был арестован по обвинению в участии в контрреволюционной деятельности, постановлением Особого совещания при Коллегии ОГПУ от 10 апреля 1931 года признан виновным по статьям 58-8, 58-11 УК РСФСР и приговорен к 10 годам в ИТЛ.
В 1931—1934 годах работал в автотракторном КБ техотдела ЭКУ ОГПУ. 22 апреля 1932 года постановлением Особого совещания при Коллегии ОГПУ освобожден досрочно.
С 1934 года начал работать на заводе опытного машиностроения № 185. С 1937 года работал в СКБ-2 Кировского завода Наркомата танковой промышленности. Участвовал в проработке проекта двухбашенного танка СМК.
В 1938 году вновь был арестован. В 1941 году эвакуирован вместе с Кировским заводом в Челябинск. В 1942 году освобожден. Возглавил проектирование облегченного танка КВ-13 в СКБ-2 Кировского завода. За разработку представлен к награждению Орденом Ленина.
19 июля 1942 года во время испытаний КВ-13 Николай Цейц скоропостижно скончался на рабочем месте.
25 мая 1991 года был полностью реабилитирован заключением Прокуратуры СССР.